# Schkeuditzer Kreuz
Het Schkeuditzer Kreuz is een knooppunt in de Duitse deelstaat Saksen.
Hier kruist de A9 Dreieck Potsdam-München de A14-Maagdenburg-Dreieck Nossen.

## Naamgeving
Het knooppunt is genoemd naar het dorp Schkeuditz dat er ten zuidoosten van ligt. Het is het oudste klaverblad van Europa (aangelegd 1936-1938).

## Geografie
Het knooppunt ligt in de gemeenten Wiedemar en Schkeuditz.
Nabijgelegen steden en dorpen zijn Kabelsketal, Schkopau, Zwochau en Landsberg.
Nabijgelegen wijken zijn zowel Werlitzsch van Wiedemar als Glesien en Kursdorf van Schkeuditz als Beuditz van Kabelsketal.
Het knooppunt ligt ongeveer 15 km ten noordwesten van Leipzig, ongeveer 20 km ten zuidoosten van Halle en ongeveer 45 km ten zuiden van Dessau.
Niet ver van het knooppunt ligt de deelstaatgrens tussen Saksen en Sachsen-Anhalt.
Direct ten zuidoosten van het knooppunt ligt de Luchthaven Leipzig/Halle een van de grootste vrachtluchthavens van Europa. De A14 richting Dresden kruist drie taxibanen en de terminal van het vliegveld
De nieuwe spoorlijn Erfurt–Leipzig/Halle kruist ten zuiden van het knooppunt zowel de A14 als de A 9 in oost-west richting.

## Configuratie
Rijstrook
Nabij het knooppunt hebben beide snelwegen 2×3 rijstroken.
Alleen de turbineboog heeft twee rijstroken, alle andere verbindingswegen hebben slechts één rijstrook.
Knooppunt
Het is een Klaverturbineknooppunt met een parallelrijbaan voor de zuidelijke rijbaan van de A14 en een parallelrijbaan voor beide rijbanen van de A9.
Bijzonderheid
In de richting van Berlijn geldt op de verbindingsweg een snelheidsbeperking van 120 km/u.

## Verkeersintensiteiten
Dagelijks passeren ongeveer 115.000 voertuigen het knooppunt.
| Van                   | Naar                 | Gemiddeld aantal voertuigen per dag | Percentage vrachtverkeer |
| --------------------- | -------------------- | ----------------------------------- | ------------------------ |
| AS Wiedemar (A 9)     | Schkeuditzer Kreuz   | 57.100                              | 17,3 %                   |
| AK Schkeuditzer Kreuz | AS Großkugel (A 9)   | 73.000                              | 19,8 %                   |
| AS Gröbers (A 14)     | Schkeuditzer Kreuz   | 44.300                              | 20,5 %                   |
| Schkeuditzer Kreuz    | AS Schkeuditz (A 14) | 51.600                              | 16,6 %                   |

## Richtingen knooppunt
| Aansluitende wegen           | Aansluitende wegen | Aansluitende wegen | Aansluitende wegen | Aansluitende wegen                                  |
| ---------------------------- | ------------------ | ------------------ | ------------------ | --------------------------------------------------- |
| richting Halle / Maagdenburg |                    |                    |                    | richting Dessau / Berlijn                           |
|                              |                    |                    |                    |                                                     |
|                              |                    |                    |                    |                                                     |
|                              |                    |                    |                    |                                                     |
| richting Erfurt / München    |                    |                    |                    | richting Luchthaven Leipzig/Halle Leipzig / Dresden |